# Svizec
Svizci (znanstveno ime Marmota) so rod glodavcev iz družine pravih veveric, v katerega uvrščamo 15 danes živečih vrst, razširjenih po Evraziji in Severni Ameriki. So največji predstavniki veveric, rastlinojedi, ki pozimi hibernirajo.

## Opis
Ti veliki, čokati glodavci imajo kratke, a močne noge s povečanimi kremplji, s katerimi kopljejo. Tudi glava je velika, z močnimi sekalci, s katerimi trgajo talno rastje. Njihovi kožuhi so v odtenkih rjave, pri čemer so vrste, ki živijo v odprtih habitatih praviloma svetlejše od tistih iz bolj zaraslih območij. So najtežji predstavniki družine veveric. Spomladi, po hibernaciji, tehtajo manjše vrste okrog 2 kg in merijo 42–72 cm v dolžino, pred prezimovanjem pa naberejo toliko tolšče, da dosežejo 8 kg teže, večje vrste pa tudi preko 11 kg. Zaradi letne spremenljivosti ni povsem jasno, katera je najmanjša in katera največja vrsta.
Po klasični definiciji hibernacije so največji svizci tudi največji pravi hibernatorji med vsemi živalmi, saj zimskega spanja večjih živali, kot so medvedi, ne obravnavamo kot hibernacijo v ožjem pomenu besede. Svizci so družabni, tvorijo kolonije po nekaj do več deset osebkov, ki vzpostavi svoj teritorij in ga brani ter izkoplje omrežje rovov za skrivališča. Spolno dozorijo po dveh letih, parijo se nekaj dni po koncu hibernacije v zimskih rovih. Po petih tednih se skotijo mladiči, ki so na začetku povsem nebogljeni. V brlogu staršev preživijo naslednjo zimo in ostanejo skupaj še do poletja.

## Seznam vrst
Vrste, ki jih priznava referenčno delo Mammal Species of the World, z dodano vrsto M. kastschenkoi, ki je bila opisana nedavno. Svizce delimo v dva podrodova.
| Podrod       | Slika | Znanstveno ime         | Slovensko ime                 | Razširjenost                                                            |
| ------------ | ----- | ---------------------- | ----------------------------- | ----------------------------------------------------------------------- |
| Marmota      |       | Marmota baibacina      | altajski svizec               | Sibirija                                                                |
| Marmota      |       | Marmota bobak          | bobak                         | vzhodna Evropa do Srednje Azije                                         |
| Marmota      |       | Marmota broweri        | aljaški svizec                | Aljaska                                                                 |
| Marmota      |       | Marmota camtschatica   | kamčatski svizec              | vzhodna Sibirija                                                        |
| Marmota      |       | Marmota caudata        | dolgorepi svizec              | Srednja Azija                                                           |
| Marmota      |       | Marmota himalayana     | tibetski svizec               | Himalaja                                                                |
| Marmota      |       | Marmota kastschenkoi   |                               | jug Rusije                                                              |
| Marmota      |       | Marmota marmota        | alpski svizec                 | Alpe, Karpati, Tatre, severni Apenini, ponovno naseljen tudi v Pireneje |
| Marmota      |       | Marmota menzbieri      |                               | Srednja Azija                                                           |
| Marmota      |       | Marmota monax          | gozdni svizec                 | Kanada in sever ZDA vzhodno od Misisipija                               |
| Marmota      |       | Marmota sibirica       | sibirski ali mongolski svizec | Sibirija                                                                |
| Petromarmota |       | Marmota caligata       |                               | severozahod Severne Amerike                                             |
| Petromarmota |       | Marmota flaviventris   | skalnogorski svizec           | jugozahod Kanade in zahod ZDA                                           |
| Petromarmota |       | Marmota olympus        |                               | Olimpski polotok (Washington, ZDA)                                      |
| Petromarmota |       | Marmota vancouverensis |                               | Vancouvrov otok                                                         |

Poleg tega so po fosilnih ostankih opisane štiri izumrle vrste
- †Marmota arizonae, Arizona, ZDA[12][13]
- †Marmota minor, Nevada, ZDA[14]
- Marmota robusta, Kitajska = M. himalayana
- †Marmota vetus, Nebraska, ZDA[15]